# Norma Kennedy
Norma Bremilda Kennedy (1933 - Buenos Aires, 24 de junio de 2017) fue una militante política argentina, reconocida por su vinculación con grupos peronistas de la ortodoxia durante la década de 1970.

## Actividad política
Era hija de un matrimonio formado por un irlandés y una argentina. Inició su militancia política en el comunismo, luego al trotskismo y adhiriendo tiempo después al peronismo. Combatió en Cuba en Playa Girón contra las fuerzas anticastristas. Visitaba a Juan Domingo Perón en Madrid para asesorarlo para su vuelta a la Argentina.
Estuvo, junto con otros dirigentes, encargada de planear la vuelta de Perón del exilio en 1973, en el episodio trágicamente conocido como masacre de Ezeiza. Su enemistad con José López Rega, con el cual ocupó un cargo en el Ministerio de Desarrollo Social derivó en una situación compleja y fue encarcelada tras el golpe de Estado de 1976. Estuvo presa bajo el control del general Ramón Camps quien la tuvo cinco años sentada en una silla de su celda negándose a declarar.
Fue indultada por el presidente Carlos Saúl Menem respecto de su condena por una malversación de fondos públicos realizada durante la presidencia de María Estela Martínez de Perón.
Durante la década de 1990, declaró por el secuestro y desaparición de su hermana, Delia Kennedy, durante el Proceso de Reorganización Nacional señalando a Aldo Rico como responsable.